# Mistrzostwa Świata w Łucznictwie 1952
15. Mistrzostwa Świata w Łucznictwie odbyły się 23–26 lipca 1952 w Brukseli w Belgii. Organizatorem była Międzynarodowa Federacja Łucznicza.

## Medaliści

### Strzelanie z łuku klasycznego
| Konkurencja            | Złoto                                                             | Srebro                                                         | Brąz                                                            |
| Indywidualnie kobiet   | Jean Lee                                                          | Jean Richards                                                  | Dorothy Hinton                                                  |
| Indywidualnie mężczyzn | Stellan Andersson                                                 | Bror Lundgren                                                  | Einar Tang-Holbek                                               |
| Drużynowo kobiet       | Stany Zjednoczone · Jean Lee · Christine Richards · Jean Richards | Wielka Brytania · Dorothy Hinton · J.M. Mitchell · T.C. Morgan | Szwecja · Ellen Johansson · Lilian Arfwedson · Ragnhild Windahl |
| Drużynowo mężczyzn     | Szwecja · Stellan Andersson · Bror Lundgren · Hakan Norström      | Dania · Einar Tang-Holbaek · Emil Nielsen · Arne Vangbaek      | Wielka Brytania · Bickerstaff · George Arthur · B. McNaughton   |

## Klasyfikacja medalowa
| Lp. | Państwo           | Złoto | Srebro | Brąz | Razem |
| 1.  | Szwecja           | 2     | 1      | 1    | 4     |
| 2.  | Stany Zjednoczone | 2     | 1      | 0    | 3     |
| 3.  | Wielka Brytania   | 0     | 1      | 2    | 3     |
| 4.  | Dania             | 0     | 1      | 1    | 2     |